# Roca lunar

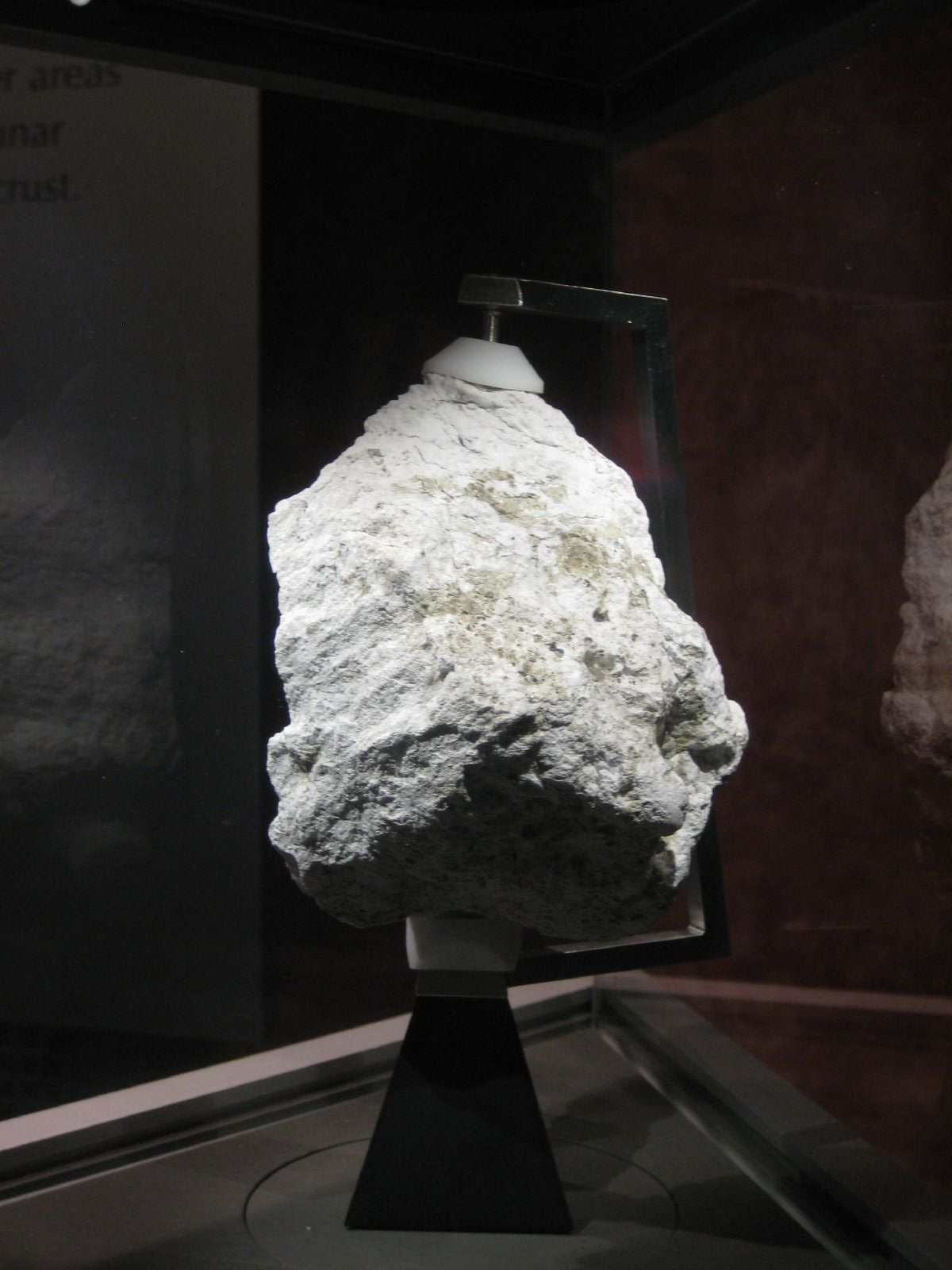
Anortosita ferrosa lunar #60025. Recollit per l'Apollo 16 prop del cràter Descartes. Aquesta mostra està exposada actualment al Museu Nacional d'Història Natural de Washington.

Roca lunar són les roques formades a la Lluna (el satèl·lit natural de la Terra). També s'aplica a altres materials lunars recollits durant el curs de les exploracions de l'Home a la Lluna. Hi ha tres orígens de roques lunars a la Terra: 1) les que van recollir les missions Apollo nord-americanes; 2) les mostres que van dur les missions soviètiques Luna; 3) les roques que es van desprendre de manera natural de la superfície de la Lluna a causa de l'efecte dels cràters d'impacte i que després van caure a la Terra com a meteorits lunars. Durant les sis excursions per la superfície lunar realitzades pel programa Apollo, es van recollir 2.415 mostres amb un pes total de 382 kg, la majoria per part de l'Apollo 15, 16 i 17. Les tres astronaus Luna van tornar amb 326 grams de mostres. I a data de finals de 2006, s'han trobat més de 90 meteorits lunars a la Terra, que representen més de 30 kg de material.
Les roques lunars de les missions Apollo es van recollir utilitzant diverses eines, entre les quals martells, rasclets, pales, pinces i tubs. Per tal de documentar la condició en què es trobaven, la majoria de les roques van ser fotografiades abans de recollir-les. Les posaven en bosses de mostres i després les introduïen en un contenidor de mostres en ambients especials per portar-les a la Terra i així protegir-les de la contaminació.

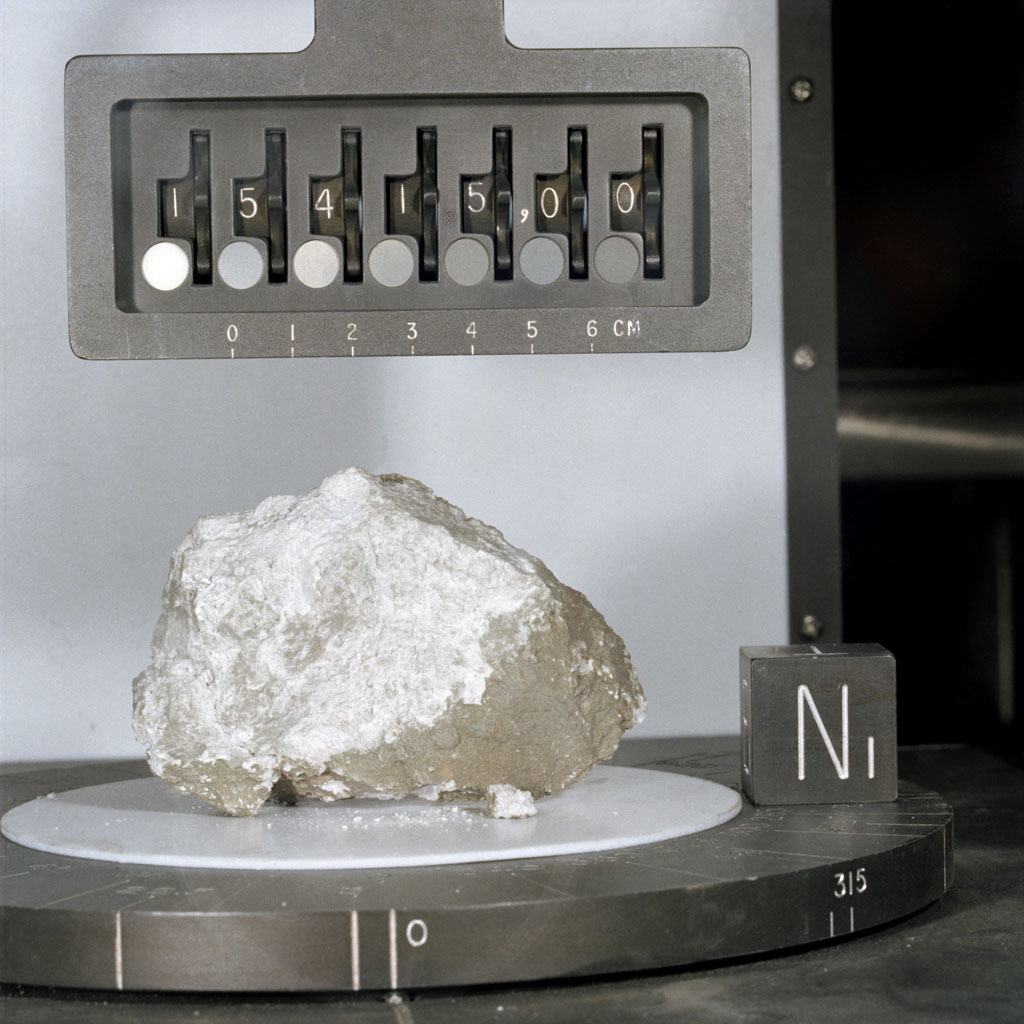
Roca del Gènesi portada per la missió Apollo 15.

En general, les roques recollides de la Lluna són extremadament antigues comparades amb les roques trobades a la Terra, segons les mesures efectuades amb tècniques de datació radiomètrica. La roca més jove és més antiga que les roques més antigues localitzades a la Terra. Les mostres daten d'entre fa 3.200 milions d'anys, és el cas de les mostres de basalt dels mars lunars, fins fa 4.600 milions d'anys, com és el cas de les trobades a les zones altes. Així doncs, són mostres d'un període molt proper a la formació del sistema solar.
Les roques posseeixen característiques molt similars a les de les roques de la Terra, especialment pel que fa a la quantitat d'isòtops d'oxigen. Però les roques de la Lluna tendeixen a presentar una relativament baixa concentració de ferro, i en canvi són riques en elements volàtils com el potassi o el sodi. A més a més estan absolutament mancades d'aigua.
Entre els nous minerals trobats a la Lluna hi ha l'armalcolita, que s'anomena així en honor dels tres astronautes de la missió Apollo 11: Armstrong, Aldrin i Collins.
El principal magatzem de roques lunars de les missions Apollo és l'Edifici de les mostres lunars (Lunar Sample Building, en anglès) al Centre espacial Lyndon B. Johnson a Houston, Texas. Per raons de seguretat, també hi ha una petita col·lecció guardada a la base Brooks de la Força Aèria a San Antonio (Texas). La majoria de les roques estan emmagatzemades en nitrogen per protegir-les de la humitat. Només es manipulen indirectament utilitzant eines especials.
Actualment es considera que la majoria de roques recollides durant el curs de l'exploració lunar no tenen preu. El 1993, es van vendre tres petits fragment que pesaven 0,2 grams procedents de la missió Luna 16 pel preu de 442.500 dòlars. El 2002 van robar una caixa forta de l'Edifici de les mostres lunars que contenia diminutes mostres de material de la Lluna i Mart. Les mostres van poder ser recuperades i l'any 2003, la NASA va estimar per al judici, que el valor que tenien les mostres era de gairebé un milió de dòlars per 285 grams de material. Les roques lunars en forma de meteorits lunars, tot i que també són cares, es venen àmpliament i són objecte de transaccions entre col·leccionistes privats.
Unes dues-centes petites mostres es van presentar als governs nacionals i als governadors dels Estats Units. Una d'aquestes mostres va ser robada, venuda i més tard recuperada. Altres mostres van anar a parar a museus selectes, com el Centre de la cosmosfera i l'espai de Kansas, i a la secció visitable del Centre espacial Kennedy, on és possible "tocar un tros de Lluna", que de fet és una petita roca lunar fixada en un pilar al centre d'una cambra cuirassada per on passen els visitants. La NASA diu que gairebé 295 kg dels 382 kg originals encara estan en condicions incorruptes a la cambra cuirassada del centre espacial Johnson. Un empleat de Hasselblad, la companyia sueca de càmeres fotogràfiques que va proporcionar els aparells utilitzats en les missions Apollo, va recollir una mica de pols lunar mentre netejava una de les càmeres després de la missió.